# Свейнбьёрнссон, Гисли
Гисли Свейнбьёрнссон (фар. Gisli Sveinbjørnsson; 21 августа 1982, Квальба, Фарерские острова) — бывший фарерский футболист.

## Клубная карьера
Гисли является воспитанником «Ройна» из родной Квальбы. За «Ройн» он дебютировал в пятнадцатилетнем возрасте и в течение трёх сезонов забил десять голов в сорока двух встречах первого дивизиона. В 2001 году он перешёл в клуб фарерской премьер-лиги, действующего чемпиона страны «ВБ Вагур». 20 мая 2001 года Гисли дебютировал в высшем фарерском дивизионе, в матче против клуба «ХБ Торсхавн». 7 июля 2001 года Гисли дебютировал в квалификации Лиги чемпионов в матче против белорусской «Славии». В 2003 году он вернулся в «Ройн» и отыграл в его составе три результативных сезона. В 2006 году Гисли перешёл в «07 Вестур», где в течение трёх сезонов был одним из игроков ротации состава. 2009 год Гисли провёл в статусе свободного агента. В 2010 году он стал игроком «Хойвика», в её составе за два сезона провёл всего тринадцать матчей и не забил ни одного гола. Летом 2011 года Гисли снова вернулся в родной «Ройн». После шести матчей без забитых голов он принял решение завершить свою футбольную карьеру. В 2015 году решил возобновить выступления в составе «Ройна», пробившегося во второй фарерский дивизион. По окончании сезона-2016 он снова принял решение завершить свои выступления.

## Международная карьера
После своего яркого дебюта в 1998 году Гисли вызывался в юношескую сборную Фарерских островов, за которую провёл четыре встречи.

## Достижения
- Победитель первого дивизиона (1): 2008